# Stephanocereus luetzelburgii
Stephanocereus luetzelburgii ist eine Pflanzenart in der Gattung Stephanocereus aus der Familie der Kakteengewächse (Cactaceae). Das Artepitheton luetzelburgii ehrt den deutschen Botaniker und Forschungsreisenden Philipp von Luetzelburg.

## Beschreibung
Stephanocereus luetzelburgii wächst meist einzeln mit nur selten verzweigten Trieben und erreicht Wuchshöhen von 1 bis 1,5 Metern. Die zunächst kugelförmigen und später verlängerten, flaschenförmigen Triebe sind dunkelgrün. Der dünnere Triebteil an der Spitze ist 60 bis 80 Zentimeter lang. Es sind 13 bis 16 Rippen vorhanden. Die 4 bis 5 kräftigen Mitteldornen sind gelb und vergrauen im Alter. Sie sind bis 3 Zentimeter lang. Die 15 bis 18 nadeligen Randdornen sind gelb bis grau und bis 15 Millimeter lang. Das Cephalium umfasst den dünnen Triebteil. Die Areolen sind bewollt.
Die glocken- bis trichterförmigen Blüten erscheinen meist in Gruppen in der Nähe der Triebspitze. Sie sind weiß bis leicht rosafarben, bis 2,6 Zentimetern lang und weisen Durchmesser von 1,5 Zentimeter auf. Die niedergedrückt kugelförmigen, anfangs grünen Früchte werden später blau und erreichen Durchmesser von 2,5 bis 3,5 Zentimeter.

## Verbreitung, Systematik und Gefährdung
Stephanocereus luetzelburgii ist im Nordosten des brasilianischen Bundesstaates Bahia verbreitet.
Die Erstbeschreibung als Cereus luetzelburgii durch Friedrich Karl Johann Vaupel wurde 1923 veröffentlicht. Nigel Paul Taylor und Urs Eggli stellten die Art 1991 in die Gattung Stephanocereus. Weitere nomenklatorische Synonyme sind Pilocereus luetzelburgii (Vaupel) Werderm. (1933), Cephalocereus luetzelburgii (Vaupel) Borg (1937), Pilosocereus luetzelburgii (Vaupel) Byles & G.D.Rowley (1957), Pseudopilocereus luetzelburgii (Vaupel) Buxb. (1968), Coleocephalocereus luetzelburgii (Vaupel) Buxb. (1972) und Lagenosocereus luetzelburgii (Vaupel) Doweld (2002).
In der Roten Liste gefährdeter Arten der IUCN wird die Art als „Least Concern (LC)“, d. h. als nicht gefährdet geführt.

## Nachweise